# Académie étrusque de Cortone
L'Académie étrusque de Cortone est une société d'érudits fondée à Cortone au XVIIIe siècle.

## Histoire
Les débuts de l'institution, qui s'inscrivait dans le cadre de l'étruscomanie de l'époque, furent modestes. En 1726, les frères Marcello et Ridolfino Venuti fondèrent à Cortone une société pour l'achat de livres consacrés aux Étrusques. L'année suivante, leur oncle, l'abbé Onofrio Baldelli, leur offrit sa collection d'antiquités étrusques, ainsi qu'une riche bibliothèque. La société devint successivement l'« Académie de science et d'érudition », puis l'« Académie étrusque des antiquités et inscriptions ». Elle compta parmi ses membres des étrangers aussi illustres que Montesquieu, Voltaire ou Johann Joachim Winckelmann.

## Activités
Le siège de la société était le Palazzo Casali. Elle organisait deux fois par mois des réunions appelées « Nuits corythanes » (c'est-à-dire de Cortone) sous la houlette d'un président qui avait droit au titre de Lucumon.  De 1738 à 1795, elle publia des Dissertations académiques consacrées à l'histoire et l'art étrusques. En 1750, la société créa un musée, qui constitue le noyau de l'actuel Musée de l'Académie étrusque de Cortone.